# Jarosław Szlagowski
Jarosław Szlagowski (ur. 27 grudnia 1959 w Warszawie) – polski perkusista i saksofonista rockowy.

## Życiorys
Urodził się i wychował w Warszawie, gdzie ukończył XI Liceum Ogólnokształcące im. Mikołaja Reja.
W okresie szkolnym zapisał się do harcerstwa, gdzie zafascynował się grą na werblach. Będąc nastolatkiem, poznał Krzysztofa Jaryczewskiego, z którym współtworzył zespół Tani Hotel. Po rozpadzie zespołu grał z Jaryczewskim w zespole o charakterze zarobkowym występującym głównie na studniówkach, który jesienią 1979 przekształcił się w Oddział Zamknięty. W 1982 opuścił kapelę, odchodząc do Lady Pank. W latach 1985–1986 przez kilka miesięcy grał na perkusji w Maanamie.
W 1986 nagrał dwa albumy z Tadeuszem Nalepą, któremu towarzyszył także na koncertach, a w formacji Azyl P. zastępował na koncertach chorego perkusistę Marcina Grochowalskiego. W 1987 z Tomkiem Lipińskim założył zespół Fotoness. Następnie w latach 1992–1997 ponownie w Oddziale Zamkniętym. W latach 1997–2005 ponownie z Nalepą. Jako perkusista w latach 1992–2005 współpracował również z Kayah, Johnem Porterem, Maciejem Zembatym, Azylem P, Lonstarem.
Od 1996 pracuje w wytwórni fonograficznej Magic Records. Od maja 2006 jest dyrektorem A&R w Universal Music Polska.
Był żonaty z Katarzyną Dorotą Krupicz, siostrą Dariusza Krupicza, współzałożyciela i muzyka zespołu De Mono, oraz Magma. Mają syna Jana Szymona (ur. 11 listopada 1984). Poślubił Żanetę, która pracowała w wytwórni Universal Music Polska 
. Mają córkę Tolę (ur. 27 listopada 1992), byłą wokalistkę zespołu Blog 27.

## Dyskografia
- Oddział Zamknięty – Oddział Zamknięty (1983)
- Lady Pank – Lady Pank (1983)
- Ohyda – Lady Pank (1984)
- Live – Lady Pank (1984 – kaseta)
- Drop Everything – Lady Pank (1985)
- Live 1986 – Tadeusz Nalepa (1986)
- Sen szaleńca – Tadeusz Nalepa (1987)
- Alleluja Live – Maciej Zembaty (1988)[15]
- Cohen Live – Maciej Zembaty (1988)[16]
- When I Die – Fotoness (1988)
- Zawsze tam, gdzie ty – Lady Pank (1990)
- Z miłości do rock and rolla – Oddział Zamknięty (1993)
- Terapia – Oddział Zamknięty (1994)
- Bezsenność – Oddział Zamknięty (1995)
- Parszywa 13 – Oddział Zamknięty (1997)[17]
- Flamenco i blues – Tadeusz Nalepa (1996)
- Sumienie – Tadeusz Nalepa (2002)
- Moment – Marek Kościkiewicz (2003)[18]
- 60 urodziny – Tadeusz Nalepa (2006)[19]